# Шевченко, Михаил Вадимович
Шевченко Михаил Вадимович (род. 28 июня 1975 года (Петров Вал, Волгоградская область, Россия) — российский тяжелоатлет, Мастер спорта России международного класса, бронзовый призер чемпионата Европы (1997), 14-кратный чемпион России.

## Биография
Родился 28 июня 1975 года в городе Петров Вал Волгоградской области. Первый тренер - Владимир Николаевич Лебедев. 
В 1994 году выполнил норматив мастера спорта международного класса. Член национальной сборной России с 1992 по 2010 годы. В 1997 году завоевал бронзовую медаль на чемпионате Европы в г. Риека (Хорватия) в весовой категории 54 кг с результатом 245 кг (115+130). Выступал в весовой категории до 56 кг. В категориях 54 и 56 установил 5 рекордов России. 
Лучшие результаты:
- Рывок 120,5кг (действующий рекорд России).
- Толчок 142.5 кг.
- Сумма 262,5 кг.

Работал директором ДЮСШ № 23 Волгограда до 2020 года. В настоящее время работает водителем, продолжает заниматься спортом.

## Личная жизнь
Женат. Сын — Михаил (род. 2009).